# Plotocnide borealis
Plotocnide borealis is een hydroïdpoliep uit de familie Capitata incertae sedis. De poliep komt uit het geslacht Plotocnide. Plotocnide borealis werd in 1885 voor het eerst wetenschappelijk beschreven door Wagner. 